# Claudia Schmutzler

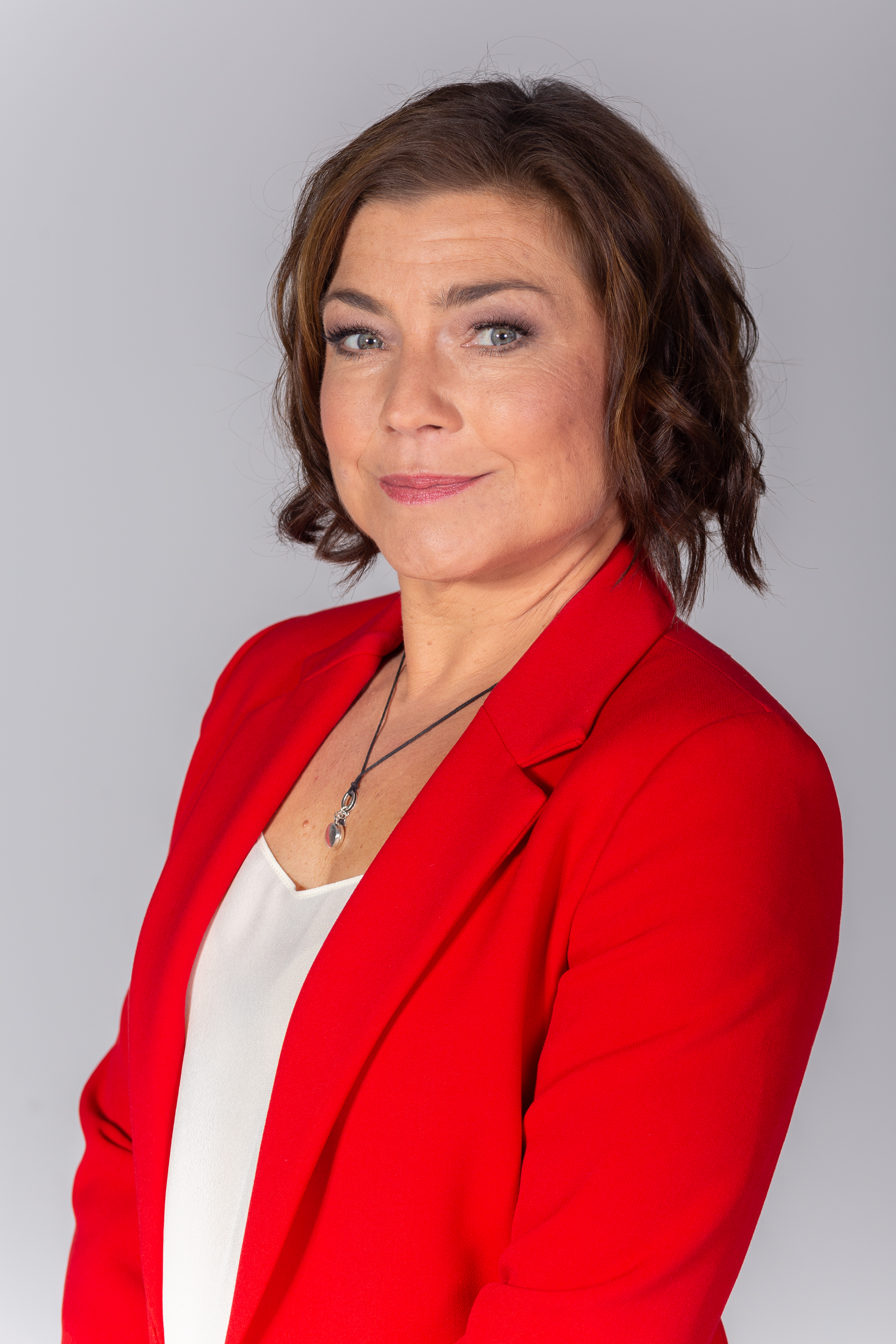
Claudia Schmutzler (2019)

Claudia Schmutzler (* 19. September 1966 in Dresden) ist eine deutsche Schauspielerin. Sie wurde 1991 als Jacqueline Struutz in Go Trabi Go bekannt. Ab 1997 spielte sie die Hauptrolle in der Serie Für alle Fälle Stefanie und ab 2005 in SOKO Wismar.

## Leben
Schmutzler absolvierte ihre Ausbildung an der Theaterhochschule „Hans Otto“ Leipzig. Zur selben Zeit sammelte sie am Staatsschauspiel Dresden erste Erfahrungen auf der Bühne. Im Anschluss spielte Schmutzler an experimentellen Bühnen und in freien Theaterproduktionen.
Bundesweit bekannt wurde Schmutzler in der Rolle der Jacqueline Struutz in Go Trabi Go (1991) und Go Trabi Go 2 – Das war der wilde Osten (1992) an der Seite von Filmvater Wolfgang Stumph. Sie steuerte Jacqueline's Song bei, der auf dem Soundtrack von Eena als Gates of Eden gesungen wurde. Ein weiterer Erfolg war ihre Hauptrolle in der Sat.1-Serie Für alle Fälle Stefanie (1997–1999 und 2000–2004).
Von 2005 bis 2017 stand Schmutzler für die Rolle der Kriminalhauptkommissarin Katrin Börensen in der ZDF-Fernsehserie SOKO Wismar vor der Kamera. Von 2019 bis 2020 spielte sie als Astrid Richter in der ARD-Telenovela Rote Rosen die weibliche Hauptrolle in der 17. Staffel.
Schmutzler ist seit 2021 Mitglied im Stiftungsbeirat bei IVQS Stiftung – gegen Altersarmut bei Schauspielern. Sie lebt in Berlin und hat einen Sohn und die Tochter Charley Ann, die ebenfalls als Schauspielerin sowie Sängerin tätig ist. Von 2016 bis 2021 war sie mit dem Schauspieler Sönke Schnitzer liiert.

## Theater (Auswahl)
- Societaetstheater
  - Der tollste Tag

- Staatsschauspiel Dresden:
  - Das Geheimnis des alten Waldes (Regie: Hasko Weber)
  - Harold und Maude
  - Spiel’s nochmal, Sam
  - Amadeus (von Peter Shaffer)
  - Dreigroschenoper

- Landesbühnen Sachsen:
  - Theatersport
  - Krieg der Möbel
  - Die schwarze Komödie
  - Selbstmörder
  - Rockoper Felix
  - Die schöne Helena

## Filmografie (Auswahl)
- 1983: Polizeiruf 110: Auskünfte in Blindenschrift
- 1988: Polizeiruf 110: Eine unruhige Nacht
- 1990: Versteckte Fallen
- 1990: Polizeiruf 110: Allianz für Knete
- 1991: Go Trabi Go – Die Sachsen kommen
- 1992: Go Trabi Go 2 – Das war der wilde Osten
- 1993: Tatort: Renis Tod
- 1994: Jagd um die Welt – schnappt Carmen Sandiego (Sängerin)
- 1995: A.S.: Ein rabenschwarzer Tag (TV-Serie)
- 1995: Tatort: Bienzle und der Mord im Park
- 1995: Ein Fall für zwei – Tödlicher Kaufrausch
- 1996: Kurklinik Rosenau – Kurschatten
- 1997: Frauenarzt Dr. Markus Merthin – Nach der Fete
- 1997: Liebling Kreuzberg – Der Bauch des Richters
- 1997–2004: Für alle Fälle Stefanie
- 2000: Alarm für Cobra 11 – Die Autobahnpolizei – Verlorene Erinnerungen
- 2001: Dr. Sommerfeld – Neues vom Bülowbogen – Ein Häuschen im Grünen
- 2003: Vier Küsse und eine E-Mail
- 2004: Tanzmäuse (Kurzfilm)
- 2005–2017: SOKO Wismar (282 Folgen)
- 2007: Pauls Opa (Kurzfilm)
- 2008: Plötzlich Millionär
- 2010: Familie Dr. Kleist – Hoffen und Bangen
- 2014: Weg (Kurzfilm)
- 2019: In aller Freundschaft – Zu gut für diese Welt
- 2019–2020: Rote Rosen (Hauptrolle)
- 2022: In aller Freundschaft – Die jungen Ärzte – Wurzeln
- 2023: SOKO Leipzig (Fernsehserie, Folgen Keine Rettung, Ich sehe dich)